# Восточная Джерси
Провинция Восточная Джерси (англ. Province of East Jersey) — английская колония в Северной Америке, существовавшая в 1676—1702 годах.
В 1665 году герцог Йоркский получил королевскую хартию на колонию, территория которой включала бывшие Новые Нидерланды и земли современного штата Мэн. В обмен на помощь с долгом герцог Йоркский передал часть колониальных земель между реками реки Делавэр и Гудзон Джорджу Картерету; эти земли получили название Нью-Джерси в честь острова Джерси, родом с которого была мать Картерета. Другая часть будущей провинции Нью-Джерси была продана герцогом Йоркским своему близкому другу лорду Джону Беркли, барону Стрэттон. Собственники продолжали жить в Англии, а обе частные колонии управлялись единым губернатором.
В 1673 году во время третьей англо-голландской войны регион был снова захвачен голландцами, но в 1674 году вновь вернулся в руки англичан. Испытывавший финансовые трудности Беркли продал свою колонию двум английским квакерам — Джону Фенвику и Эдварду Байлиндже. В 1676 году между Картеретом и квакерами было достигнуто соглашение о раздельном управлении колониями — так появились Восточная и Западная Джерси.
В 1675 году Восточная Джерси была для удобства администрирования разделена на четыре графства. В обзоре от 1684 года указано, что население провинции составляло 3500 человек в составе 700 семей (африканские рабы не учитывались).
В 1674 году губернатором провинции Нью-Йорк стал Эдмунд Эндрос, который полагал, что выданная на провинцию хартия даёт ему права и на Нью-Джерси. После смерти в 1680 году Джорджа Картерета Эндрос вступил в конфликт с управлявшим Восточной Джерси губернатором Филипом Картеретом, арестовал его и увёз в Нью-Йорк для суда. Суд присяжных полностью оправдал Картерета, но полученные им при задержании травмы привели к тому, что в 1682 году он скончался; в результате его деятельности в провинции появилось 7 городов. Андрос был отозван в Англию в 1681 году, а герцог Йоркский передал все права на Восточную Джерси Картеретам.
После смерти Картерета его права на провинцию были проданы с аукциона, и их купили Уильям Пенн и ещё 11 квакеров; каждый из них впоследствии продал половину своей доли ещё одному человеку, в результате чего образовалась компания собственников Восточной Джерси из 24 человек. Эта компания назначила губернатором Восточной Джерси известного квакера Роберта Барклая.
В 1686 году был образован Доминион Новая Англия, который возглавил опять же Эдмунд Эндрос. В 1688 году в состав Доминона были включены и обе Джерси. В связи с их значительной удалённостью от Бостона, где Эндрос устроил свою резиденцию, этими территориями стал управлять из Нью-Йорка лейтенант-губернатор Фрэнсис Николсон. Летом 1688 года Эндрос совершил поездку сначала по Нью-Йорку, а затем по Джерси. Управление в Джерси осложнялось тем фактом, что собственники земли, чьи хартии были отозваны, сохранили свою собственность, и подавали Эндросу петиции по поводу традиционных прав маноров.
В 1688 году в Англии произошла «Славная революция», и на английский трон сели Вильгельм III Оранский и Мария II. После того, как слухи о событиях в Англии достигли Америки, произошло Бостонское восстание, и должностные лица Доминиона, включая Эндроса, Рэндольфа и Дадли, были арестованы, а местные власти каждой из бывших колоний вернулись к прежним формам правления.
В 1692 году губернатором обеих Джерси стал Эндрю Гамильтон, во время администрации которого была создана первая колониальная почтовая служба. Однако в 1696 году Английский Парламент принял Навигационный акт, в соответствии с которым общественные посты могли занимать лишь уроженцы Англии, и Гамильтон, родившийся в Шотландии, был смещён. Однако сменивший его Иеремия Бассе оказался настолько некомпетентен, что в 1699 году Гамильтон вновь стал губернатором обеих Джерси (к тому времени было решено, что Навигационный акт не распространяется на уроженцев Шотландии).
В конце 1690-х годов собственники колоний, видя плохое управление ими, продали свои права на обе Джерси правительству. В 1702 году королева Анна, взойдя на престол, объединила Восточную и Западную Джерси в единую колонию, и сделала её коронной колонией.